# ریک تسابل
ریک تسابل (انگلیسی: Rick Zabel؛ زادهٔ ۷ دسامبر ۱۹۹۳) دوچرخه‌سوار اهل آلمان است.
از باشگاه‌هایی که در آن بازی کرده‌است می‌توان به تیم بی‌ام‌سی و تیم کاتیوشا–آلپتسین اشاره کرد.